# Cristian Pîrvulescu

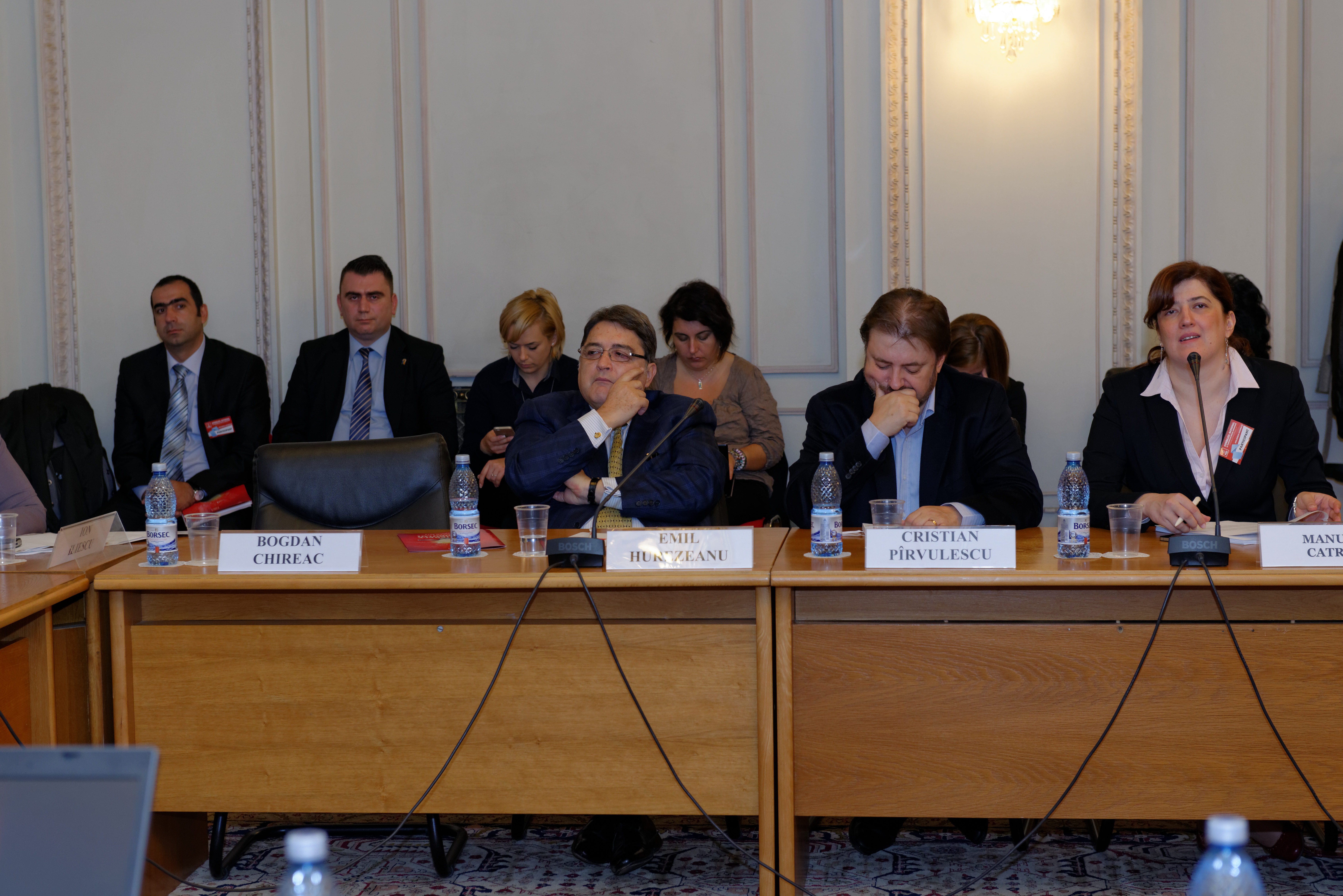
Emil Hurezeanu, Cristian Pîrvulescu și Manuela Catrina

Cristian Pîrvulescu (n. 9 ianuarie 1965, Ploiești) este un politolog și un comentator al vieții sociale și politice românești.

## Educație
Absolvent al Facultății de Filosofie al Universității București (1989), s-a format la școala de politologie franceză.
Din 1999 este președintele Asociației "Pro Democrația". Ca analist politic, s-a pronunțat pentru corectitudinea și transparența finanțării partidelor și a actului politic, dar și pentru diminuarea rolului lor în ceea ce privește inițiativele guvernamentale, aceasta fiind o cauză a ineficienței politice.
Este conferențiar universitar la Școala Națională de Studii Politice și Administrative, unde susține cursurile de politică comparată și instituționalism politic. Din decembrie 2005 este decanul Facultății de Științe Politice.

#### Activitati recente
In contextul crizei Covid 19, a sustinut la postul Digi24 ca medicii si asistentele care demisioneaza ar trebui sa fie considerati si tratati ca infractori si ca procurorii ar trebui sa-si faca datoria. 

## Distincții
- Ordinul național „Pentru Merit” în grad de Cavaler (1 decembrie 2000) „pentru realizări artistice remarcabile și pentru promovarea culturii, de Ziua Națională a României”[2]

### Interviuri
- Cristian Pârvulescu: Marele pericol - politica bazată pe sondaje, 3 decembrie 2009, George Rădulescu, Adevărul